# تشاندراسينا جاياسوريا
تشاندراسينا جاياسوريا (مواليد 1935) هو ملاكم سريلانكي، مثّل بلاده في الألعاب الأولمبية الصيفية 1956.

## روابط خارجية
تشاندراسينا جاياسوريا على موقع أوليمبيديا (الإنجليزية)